# 蘇哈多利納 (利維夫州)
49°34′8″N 24°2′11″E / 49.56889°N 24.03639°E
蘇哈多利納（烏克蘭語：Суха Долина），是烏克蘭的村庄，位於該國西部利沃夫州，由斯特雷區特羅斯佳內茨市鎮負責管轄，始建於1500年，面積0.74平方公里，海拔高度324米，2022年人口190，人口密度每平方公里256.76人。